# August Klein von Ehrenwalten
August Klein Ritter von Ehrenwalten (* 25. Juni 1824 in Rothenstein in Bayern; † 22. Dezember 1890 in Wien) war ein bayerisch-österreichischer Lederwarenerzeuger.

## Leben
August Klein erlernte das Buchbinderhandwerk und kam 1845 von Nürnberg nach Wien. Dort arbeitete er anfangs für verschiedene Unternehmen, konnte aber bald kleinere Posten in größeren Städten des Kaisertum Österreichs verkaufen. 1847 errichtete er in Wien sein eigenes Unternehmen für Ledergalanteriewaren, welches rasch erfolgreich wurde. 1854 konnte er eine Abteilung für Bronze- und Holzgalanterieerzeugnisse anschließen und nahm 1859 die Herstellung von Taschnerwaren auf.
Im Jahre 1851 bereiste er Deutschland und Frankreich, welche zu der Zeit die führenden Importländer für Lederwaren in Österreich waren. August Klein gelang es, Zugang zum französischen Markt zu finden, und er konnte einen Vertreter in Paris beschäftigen, welche 1856 in eine eigene Niederlage umgewandelt werden konnte. 1863 erfolgte die Eröffnung einer weiteren Niederlage in London.
August Kleins Erzeugnisse wurde auf zahlreichen Ausstellungen prämiert. Er war der erste Fabrikant in Österreich, der diese Galanteriewaren in einer über das Kleingewerbe hinausgehenden Art herstellte. Sie wurden richtungsweisend in Modefragen und konnten durch Exporte nach Frankreich, England, Amerika usw. auf dem damaligen Weltmarkt große Bedeutung erringen. Für seine Verdienste wurde August Klein mit dem Prädikat "Ritter von Ehrenwalten" im Jahre 1881 von Kaiser Franz Joseph I. geadelt. Er wurde auch auf Grund seiner Verdienste und der hohen Qualität seiner Produkte zum k.u.k. Hoflieferanten für Leder-, Holz- und Bronzewaren ernannt.